# Nagari Cingkaring
Nagari Cingkaring is een bestuurslaag in het regentschap Agam van de provincie West-Sumatra, Indonesië. Nagari Cingkaring telt 4819 inwoners (volkstelling 2010).